# Parlamento do Barém
A Assembleia Nacional é a dupla de câmaras do parlamento do Barém, quando reunido em sessão conjunta, como previsto na Constituição de 2002.
Tem 80 lugares formados a partir dos 40 membros eleitos do Conselho dos Representantes (câmara baixa) e os 40 membros da realeza-nomeada do Conselho Consultivo (câmara alta).
É presidido pelo Presidente do Conselho Consultivo, ou pelo Presidente do Conselho de Representantes se o primeiro está ausente.